# Selawik (Alaska)
Selawik ist eine Gemeinde im Northwest Arctic Borough im US-Bundesstaat Alaska, 110 km östlich von Kotzebue. Der Ort liegt am Ufer des Selawik River unweit dessen Mündung in den Selawik Lake. Namensgebend für den Ort und den angrenzenden Fluss ist der Weißlachs. „Siilvik“ ist der Inupiaq-Name für Selawik und bedeutet „Ort des Sheefish“.
Die Einwohnerzahl betrug im Jahr 2016 841 mit steigender Tendenz. Die Bevölkerung besteht zu 85 Prozent aus Iñupiat-Eskimos. Der Ort verteilt sich auf drei Landflächen, die durch zwei Flussarme des Selawik River voneinander getrennt sind. Die Stadtteile sind über Brücken miteinander verbunden. Am östlichen Ortsrand befindet sich ein Flugplatz (IATA-Code WLK), von dem täglich mehrere Passagierflüge nach Kotzebue stattfinden. In den Sommermonaten wird der Ort per Lastschiff von Kotzebue aus mit Treibstoff und Vorräten versorgt. Transportmittel vor Ort sind Quads und Motorräder sowie im Winter Schneemobile. Im Sommer während der eisfreien Zeit werden auf den umliegenden Gewässern kleinere Boote als Fortbewegungsmittel eingesetzt.

## Geschichte
Im Jahr 1840 fanden russische Seefahrer an der Stelle des heutigen Selawik ein Eskimo-Dorf vor. 1880 wurden beim ersten Zensus Alaskas 100 Einwohner gezählt. Missionare bauten 1897 in Selawik eine Kirche und eine Schule. In den 1920er Jahren wurde in Selawik mit der Rentierwirtschaft begonnen. 1926 wurde Selawik im Rahmen des Alaska Native Town Site Act offiziell gegründet. 1974 erhielt Selawik die Stadtrechte und nennt sich seither City of Selawik.

## Klima
Die Temperaturen sinken im Winter auf −20 °C. Im Sommer schwanken die Temperaturen zwischen 8 und 18 °C. Zwischen Juli und September fallen die meisten Niederschläge. Die Umgebung ist von Tundralandschaft geprägt. Sie steht als Selawik National Wildlife Refuge unter Schutz.